# 4 ق هـ
4 ق هـ هي السنة الرابعة السابقة للهجرة النبوية، وهي توافق ما بين سنتي 617 و618 حسب التقويم الميلادي، أي أنها بدأت في سنة 617م وانتهت في سنة 618م.